# Comuna Mioarele, Argeș
Mioarele (în trecut, Mățău) este o comună în județul Argeș, Muntenia, România, formată din satele Aluniș, Chilii, Cocenești, Mățău (reședința) și Suslănești.

## Așezare
Comuna se află în nord-estul județului, pe malurile râului Argeșel. Este străbătută de șoseaua națională DN73D, care o leagă spre sud de Boteni, Hârtiești, Vulturești, Davidești, Mioveni și Mărăcineni (unde se termină în DN73) și spre nord de Valea Mare-Pravăț (unde se termină tot în DN73). Prin satele din est trece și șoseaua județeană DJ737, care o leagă spre sud-est de Boteni și spre nord-vest de Câmpulung.
Zona se află la poalele Carpaților Meridionali, în Subcarpații Getici, la o altitudine variind între 650 și 1000 m. Dealul Matau (1017 m) închide spre sud depresiunea Câmpulungului dintre Râul Târgului și Argeșel și spre nord depresiunea Jugur – Poenari, constituind totodată una din frumusețile naturale ale localității.
Comuna Mioarele are coordonatele geografice 45°15’ latitudine nordică și 25°39’ latitudine estică. Cu o suprafață de aproximativ 32 km pătrați, comuna este formată din urmatoarele sate: 
- Mățău (reședința comunei), aflat pe dealul cu același nume,
- Suslănești, pe valea râului Argesel,
- Cocenești
- Chilii,
- Aluniș.

### Vecini
Localitatea Mioarele se învecinează cu: 
- la est cu Stoenești și Bădeni;
- la sud cu Boteni, Jugur și Poenari;
- la vest cu satul Groșani, orașul Câmpulung și Valea Româneștilor;
- la nord cu orașul Câmpulung și Bilcești.

Structura geologică este variată, dealul Mățău fiind format din conglomerate stabile, pe când partea de răsărit, către Argeșel, este afectată de alunecari de teren din cauza solului argilos. La marginea de nord a satului Suslanești se gasesc marlauzurile (lespezisuri), formate din șisturi oligocene, bogate în fosile de pești, frunze, pene de păsări etc. Finețea deosebită a rocilor face ca amănuntele să fie redate în cele mai mici detalii, astfel că, aceasta formă de relief a fost declarata monument al naturii.

### Clima
Clima este temperat-continentală, cu predominarea vânturilor de nord-est, și diferențe de temperatură datorate atât altitudinii, cât și curenților de aer de pe văile râului Argeșel și Râul Târgului, care atrag și o mare parte a precipitațiilor din zonă.

## Demografie
Componența etnică a comunei Mioarele
     Români (93,13%)
     Alte etnii (0%)
     Necunoscută (6,87%)
Componența confesională a comunei Mioarele
     Ortodocși (92,09%)
     Alte religii (0,49%)
     Necunoscută (7,42%)
Conform recensământului efectuat în 2021, populația comunei Mioarele se ridică la 1.442 de locuitori, în scădere față de recensământul anterior din 2011, când fuseseră înregistrați 1.624 de locuitori. Majoritatea locuitorilor sunt români (93,13%), iar pentru 6,87% nu se cunoaște apartenența etnică. Din punct de vedere confesional, majoritatea locuitorilor sunt ortodocși (92,09%), iar pentru 7,42% nu se cunoaște apartenența confesională.

## Politică și administrație
Comuna Mioarele este administrată de un primar și un consiliu local compus din 9 consilieri. Primarul, Ion Iosif[*], de la Partidul Național Liberal, este în funcție din 1 noiembrie 2024. Începând cu alegerile locale din 2024, consiliul local are următoarea componență pe partide politice:
|  | Partid                    | Consilieri | Componența Consiliului | Componența Consiliului | Componența Consiliului | Componența Consiliului |
|  | ------------------------- | ---------- | ---------------------- | ---------------------- | ---------------------- | ---------------------- |
|  | Partidul Național Liberal | 4          |                        |                        |                        |                        |
|  | Partidul Social Democrat  | 3          |                        |                        |                        |                        |
|  | Forța Dreptei             | 1          |                        |                        |                        |                        |
|  | Alianța Dreapta Unită     | 1          |                        |                        |                        |                        |

## Istorie
La sfârșitul secolului al XIX-lea, comuna purta denumirea de Mățău, făcea parte din plasa Dâmbovița a județului Muscel și era formată din satele Mățău, Călulești, Chiliile, Cocenești și Suslănești, având în total 1194 de locuitori. În comună existau o școală mixtă cu 60 de elevi și 4 biserici. Anuarul Socec din 1925 consemnează comuna în aceeași plasă, având 2495 de locuitori în satele Mățău și Suslănești, și în satele Cocenești și Chilii.
În 1950, comuna a fost transferată raionului Muscel din regiunea Argeș, primind la un moment dat denumirea de Mioarele. În 1968, a trecut la județul Argeș.

## Monumente istorice
În comuna Mioarele se află situl arheologic de interes național reprezentat de curțile boierești din punctul „Hobaia”, la 200 m sud de extremitatea estică a satului Suslănești, cuprinzând rămășițele unei biserici și ale unei incinte din secolele al X-lea–al XI-lea. Tot de interes național sunt și trei cruci de piatră din satul Mățău, monumente istorice memoriale sau funerare: cea din cartierul Cocenești, lângă școală (1721); cea din cartierul Chilii din curtea lui N. Cruceru (1728); și crucea de la intersecția între șoseaua județeană și drumul comunal spre Suslănești, datând din timpul lui Constantin Brâncoveanu.
În rest, trei alte obiective din comună sunt incluse în lista monumentelor istorice din județul Argeș ca monumente de interes local, toate fiind clasificate ca monumente de arhitectură și aflate în satul Mățău: casa Boambeș (1930); biserica „Sfinții Apostoli Petru și Pavel” (1883); și casa Ștefănescu-Mățău (1918).

## Alte monumente

### Monumentul eroilor
Una dintre personalitățile satului Mățău a fost  sculptorul Dumitru Mățăuanu. El a donat comunei natale un monument dedicat eroilor căzuți în războiul de independență, în campania din 1913 și în primul război mondial . 

### Monumentul etnografic
O cruce din lemn de stejar, cu încrustrații și ornamente cu tăieturi se găsește  pe drumul spre Olteni. A fost ridicată de Marina Vișoianca și de fiii ei în prima jumătate a secolului XIX  și are o înălțime de  aproape 3 m. 

### Monumente ale naturii
Vârful Chiciorii cu înălțimea de 1058 m, cel mai înalt deal din Subcarpații României,  plantat pe văi pentru stăvilirea eroziunii  amenajat la înălțimea maximă cu un teren pentru întreceri sportive. 
Fagii seculari din locul numit Coastă, ca și cei de la Șipoate, fiind ultimii rămași din pădurea care acoperea acum 500 de ani dealul Mățăului.
În satul Suslănești se află un monument al naturii numit Marlauz. El este lespeziș format din șisturi oligocene în care se găsesc fosile de pești, frunze, solzi etc. care constituie o atracție turistică . 

## Flora și fauna
Pe tot cuprinsul comunei Mioarele flora este bogată și diversificată. Aici sunt prezente păduri, pomi fructiferi, cereale, legume, plante medicinale, floră spontană. Pădurile sunt de alun, arin, carpen, cătină, fag, jugastru, mesteacăn, plop, ulm. Pentru combaterea eroziunii, s-au plantat  salcâmi și conifere. În trecut, locuitorii se refugiau pe dealul Mățăului, într-o pădure de fag,  astăzi puținele exemplare rămase sunt declarate monument al naturii.
Pomii fructiferi mai des întâlniți în grădinile proprietarilor cât și în spații mai largi în vetrele satelor sunt mărul, părul și prunul. Gospodarii comunei  cultivă cartoful, varza, sfecla, fasolea, morcovul, dovleacul, pătrunjelul, mărarul, leușteanul, iar ca cereale porumb, trifoi, lucernă și ovăz.
Plantele medicinale regăsite în Mioarele, pătlagina, coada șoricelului, păpădia, coada calului, mușețelul, troscotul, spânzul, cucuta, izma sunt folosite în scop curativ.
Pe lângă casele oamenilor cresc animale domestice dintre care  mai numeroase sunt vaci, boi și oi, iar dintre păsări găina, rața, gâsca și curca.
Animalele sălbatice mai des întâlnite sunt  căprioara de  munte, vulpea, viezurele, nevăstuica, dihorul, veverița și  lupii, iar dintre păsări sălbatice cioara, ciocănitoarea, corbul, coțofana, cucul, eretele, gaița, pițigoiul, sticletele, pitpalacul, prepelița, potârnichea,  porumbelul sălbatic, guguștiucul, rândunica, pupăza, lăstunul, uliul, vrabia.
Fauna comunei Mioarele este completată de reptile și insecte: șopârlă, șarpe neveninos, vipera, lăcusta, greierul, cărăbușul, libelula, rădașca. 

## Viața economică
Viața economică a locuitorilor comunei Mioarele a fost adaptată la condițiile naturale, improprii dezvoltării unei agriculturi intensive, motiv pentru care nu s-a realizat nici cooperativizarea.  Subsolul este pietros și nu poate susține arătură adâncă, iar pantele sunt înclinate, eroziunea fiind prezentă frecvent.
Aici s-au practicat zootehnia, pomicultura, apicultura și cărăușia.
Animalele au fost vitale pentru susținerea vieții, toate familiile deținând până de curând o vacă sau două, câteva oi, un porc sau mai mulți. Boii și caii erau necesari pentru munca câmpului și transport.
Conform catagrafiei din 1838, celor 143 de familii din Mățău, Cocenești și Chilii le reveneau 168 de cai, 260 de boi, 136 de vaci, 978 de oi, 59 de capre, 13 porci, și 50 de stupi, în timp ce la  Suslănești, cele 22 de familii dețineau 16 cai, 40 de boi, 30 de vaci, 81 de oi, 4 porci și 15 stupi. La sfârșitul anului 1973 în comuna Mioarele se găseau 84 de boi, 600 de vaci, 3500 de oi și  peste 800 de porci.
Ciobănia a fost cea mai căutată meserie până la mijlocul secolului trecut și datorită faptului că lipsurile materiale îi împiedicau pe majoritatea tinerilor să-și continue pregătirea în alte localități. Pe parcursul anului, au loc mai multe etape importante în gestionarea unei turme de oi: tunsoarea, urmată  de urcatul  la munte până pe la 10 iunie și  răvășitul în jur de 15 septembrie.
La începutul iernii, oile sunt înapoiate stăpânilor, până în luna martie.
Cea mai mare parte a terenului arabil este reprezentat de fânețe și pășuni. În ceea ce privește pomii fructiferi, o sădire importantă s-a efectuat în perioada 1961-1963, pe 200 ha în număr de 30 000 de pomi, locuitorii obținând astfel venituri suplimentare din vânzarea merelor și perelor. Prunul a ocupat întotdeauna o atenție sporită,  în 1888 s-au fabricat la Mățău 20 000 dal de țuică iar în 1973, 12 000 dal.
Mățăul și Suslăneștiul aveau împreună  în anul 1838  165 de familii care  cultivau porumb pe 316 de pogoane (n.a.1 pogon, 1/2 ha), fânețe pe 586 de pogoane și grâu pe 38 de pogoane. Alte culturi preferate erau   lucerna, ovăzul, trifoiul, sfecla furajeră, care se semănau și printre pruni, meri sau peri.
Înainte de primul război mondial, țăranii se vedeau obligați să cultive cânepă și in care se foloseau pentru îmbrăcăminte, lenjerii și diverse obiecte care făceau parte din economia casnică.
Stupăritul, preocupare în creștere, s-a concretizat în existența a 50 de stupi în anul 1838, 88 o sută de ani mai târziu, și 358 în anul 1970.
Toate activitățile economice, cele agricole dar și cele legate de  torsul lânei și cusături se făceau prin ajutorul reciproc al mai multor familii . 

## Forme de proprietate
Pentru o perioadă lungă de timp, locuitorii satelor componente au deținut toate pământurile în devălmășie, adică în comun, fiecare  lua cât putea munci, organizare specifică obștei. Obștea stabilea locurile în care fiecare familie își putea ridica o casă, avea un cuvânt greu de spus în litigiile dintre membrii ei,  pârcălabul (administrator al unui sat, devenit ulterior primar) era ales tot de către obște.
În perioada în care obștea primitivă cuprindea în Suslănești pe toți locuitorii care au format ulterior satele Mățăul de Jos și de Sus, precum și Dănești, stăpânirea pământurilor era comună pentru toate soiurile de teren dar înăuntrul acestor zone existau mici porțiuni individuale numite funii care, ulterior au devenit proprietate individuală cu posibilitatea transmiterii urmașilor. Obștea păstra dreptul de preemțiune în cazul vânzării. Desțelenirea, apărută ca necesitate pentru cucerirea altor terenuri propice agriculturii, nu era permisă decât pe partea de funie a neamului aparținător.
Suprafața în devălmășie a fost redusă în anul 1852  la izlaz și pădure când s-a făcut împărțirea pământurilor între membrii aceluiași neam,  moșnenii (țăran liber, moștenitor) ieșind din indiviziune prin hotărnicii.
După roire, datorată înmulțirii populației, neamurile nou-venite purtau denumirea  satului care i-a adoptat: neamul Mățăuanilor, neamul Suslăneștilor ș.a.m.d.
Neamul mățăuanilor a cumpărat acolo unde s-a așezat locuri de teren de la cei din Nămăești și Suslănești păstrând obiceiul pământului de a așeza vatra la mijlocul localității.
După dispariția devălmășiei, s-a format o clasă socială nouă, chiaburimea. Țăranii fără posibilități materiale, care ajungeau să-și vândă loturile fără să le mai răscumpere, au devenit clăcași pe propriile lor pământuri; ei respectau zilele de clacă și dădeau dijmă  (zeciuială) din produsele obținute. p.121 Aveau aceleași obligații către Vistierie ca și moșnenii și puteau să participe în sfatul satului ca jurați sau împăciuitori. Unii dintre vechii clăcași s-au căsătorit cu fete de moșneni, în felul acesta putând să-și construiască case pe pământul primit ca zestre.
Un moment de cotitură l-a constituit Reforma agrară a lui Alexandru Ioan Cuza din anul 1864 prin care  clăcașii nu mai erau obligați să muncească pe moșia proprietarului și își foloseau produsele după bunul plac.
Clăcașii obștii din Mățău au devenit stăpâni pe locurile de case și căminurile din jurul lor. Din satul Chilii au fost împroprietărite 24 de familii, iar din Suslănești 48. În  Cocenești nimeni pentru că satul era de moșneni, aici neexistând clăcași.
O altă împroprietărire s-a făcut și în  Mățău precum în toată țara, după primul război mondial. Reforma agrară de la 23 martie 1945 n-a afectat viața economică a comunei, aici nici un  proprietar nu depășea limita de 50 de hectare .

## Justiția
De-a lungul timpului, oamenii au încercat să-și rezolve litigiile atât pe cale amiabilă cât și prin instituțiile statului.
Regulamentul Organic (1831-1832) a dus la apariția sfaturilor sătești dar și a unei comisii de împăciuire alcătuită din localnici jurați și  persoane cu ținută morală recunoscută. În caz de divorț,  la proces luau parte și preoții satului, iar acolo unde neînțelegerea se datora recunoașterii limitelor proprietății, localnicii care erau consultați cu prioritate erau cei în vârstă.
Către sfârșitul secolului al XIX-lea,  Mățăul avea o judecătorie comunală de pace care a funcționat până în 1916.  Aici se  instrumentau procesele de mică importanță,  jurații fiind de asemenea prezenți pe lângă judecător. Ulterior,  pricinile de acest fel  au  trecut în competența Judecătoriilor de Ocol din Câmpulung, până în 1948.  
Acest an a adus o reformă a justiției conform căreia în comune au luat ființă Comisiile de împăciuire, transformate  în 1969  în Consilii de judecată formate din 3 membrii aleși o dată la  2 ani și jumătate. Din cele 120-130 de plângeri,  40% se soluționau pe loc, prin împăcarea părților .

## Viața culturală
Din dorința de a îmbunătății  nivelului cultural al sătenilor, intelectualii cu origini în Mățău au creat Asociația pentru ridicarea satului Mățău în anul 1936. Se urmărea organizarea de conferințe cu caracter educativ și instructiv și de  manifestări artistice populare. Alte scopuri declarate erau construirea unui cămin cultural, înființarea unei farmacii sătești și distribuirea gratuită a medicamentelor către cei nevoiași. S-a dorit înființarea unei cooperative sătești pentru  desfacerea produselor obținute în sat și aprovizionarea cu materiale industrializate, acordarea de credite pentru dezvoltarea agriculturii, ajutorarea studenților săraci merituoși, antrenarea sătenilor în munci voluntare în construcțiile de utilitate publică.
S-a depus efort pentru obținerea de rezultate în ceea ce privește  educația sanitară cu privire la menținerea curățeniei în case, în curte și pe drumurile publice, alimentația substanțială și îngrijirea copiilor. Asociația a reușit achiziționarea unei bogate biblioteci și donații de 39,889 lei.
Înaintea celui de-al doilea  război mondial, asociația a fost dizolvată, iar bunurile trecute în patrimoniul statului.
Căminul cultural apărut după conflagrație și schimbarea regimului politic, a avut o activitate intensă prin organizarea a 8-10 serbări pe an,  piese de teatru, reprezentații artistice, coruri, dansuri etc. Ulterior, s-a constituit o societate culturală numită Fiii Mățăului.
Profesorii școlii din Mățău au organizat voluntar în anul 1949 o bibliotecă publică cu 800 de volume și fără post de bibliotecar. O alta asemănătoare a fost creată la Suslănești.
11 ani mai târziu, din cele două biblioteci reunite s-a format o bibliotecă comunală care a ajuns la un fond de  7230 de volume în anul 1974. Și aici au avut loc activități culturale printre care cercuri de citit, montaje literare și seri literare în cadrul cărora au fost popularizate îndeosebi lucrări ale autorilor locali. Căutate au fost și conferințele agrozootehnice cu largă participare de cursanți în perioada rece a anului .
Rezultatul eforturilor profesorilor și ale bibliotecarilor s-a concretizat în numărul mare de intelectuali care au ca obârșie satele comunei Mioarele .
Comuna a mai avut un ansamblu folcloric numit Colinda, înființat în anul 1980 și o publicație intitulată Muscelul nostru, care a apărut la Mățău între anii 1929-1942.
Ca parte a proiectului Piece of Europe,  Comuna Mioarele s-a înfrățit cu o localitate din Italia, regiunea Calabria, numită San Mango d Aquino . 

## Educația, considerații generale
Evoluția învățământului în țările române s-a făcut cu mare greutate, dar constant, acest aspect fiind caracteristic și satelor comunei Mioarele.
Școala românească de la biserica Sf. Nicolae din Șcheii Brașovului creată de preotul Mihai în anul 1597 a constituit un real avantaj și pentru tinerii de dincolo de  Carpați.
Matei Basarab, domnitor interesat de dezvoltarea culturală a Țării Românești, a înființat  o tipografie la Câmpulung unde s-au  tipărit în limba slavonă  trei cărți de cult: Molitvenicul, Antologhionul și  Psaltirea slavonească, dar și prima carte tipărită în limba română,  Învățături preste toate zilele  tradusă din grecește de Melhisedec, egumenul mănăstirii Câmpulung în 1642.
Dorința existenței în Câmpulung a unei școli s-a concretizat către sfârșitul secolului al XVII-lea când Radul Năsturel donează un loc de casă pentru acest scop.  Școala publică din Câmpulung apare la 1670 putând fi frecventată atât de copiii de la oraș cât și de cei de la sat. Ca urmare a acestui fapt,  majoritatea știutorilor de carte din Mățău și Suslănești au învățat la această școală. Unii dintre ei au ajuns dascăli în satele lor pentru copiii consătenilor.
Restricția privind școlirea copiilor săraci dată de  Alexandru Ipsilanti  în ianuarie 1776 nu și-a făcut efectul prea mult timp, către sfârșitul secolului al-XVIII-lea  apărând multe școli țărănești. Primii institutori au fost preoții care în schimbul activității școlare voluntare nu plăteau dări către stat. Mai târziu, când au apărut dascălii de biserici, domnitorii au impus mănăstirilor să contribuie cu o cotă parte din venit pentru susținerea lor și dotarea cu materialele necesare.
Obligația fiecărui sat de a avea un cântăreț pe lângă preot, acesta pregătind copiii pentru scris și citit a fost stabilită prin Regulamentului Organic din 1838. De asemenea, toate satele urmau să aibă școli unde să existe activitate de la 1 noiembrie până la 31 martie, singura perioadă din an în care copiii nu-și ajutau  părinții la munca câmpului.
Învățătorul era ajutat în predarea lecțiilor de monitori, acei copii mai bine pregătiți. Elevii scriau la început  pe nisip, apoi pe tăblițe de piatră și în cele din urmă pe caiete de hârtie.
În 1840 o circulară a Eforiei școalelor hotăra ca școlile din sate să se  numească comunale, cele din reședințele de plăși  preparante, deoarece acolo se puteau  pregăti viitorii învățători, iar școlile din capitalele de județ  normale, absolvenții lor putând preda.
O nouă lege care a venit în sprijinul învățământului public în 1847 specifica la art 2 că școalele primare sau comunale vor urma a se ține în toate satele, care vor avea un număr de la 50 de familii în sus. Cu toate acestea, pregătirea elevilor de la sate se oprea la școala primară, numai elevii de la orașe având dreptul la studiile academice sau desăvârșitoare, cum erau cunoscute atunci. Părinții cu stare mai bună își puteau duce copiii la școlile din oraș.
Revoluția de  la 1848 a adus modificări drastice în învățământul românesc, deoarece s-a considerat că învățătorii au contribuit cel mai mult la răspândirea ideilor progresiste. Ca urmare a acestui fapt, după înăbușirea mișcării au fost închise toate școlile, atât cele normale cât și cele de la sate până la 11 ianuarie 1857 când s-au reînființat  printr-un ofis (decret) domnesc.
Situația s-a îmbunătățit simțitor în timpul domniei lui Alexandru Ioan Cuza când, în anul 1864 s-a  votat  legea instrucțiunii publice, în România  învățământul  devenind gratuit și obligatoriu.
Un mare avantaj pentru Câmpulung dar și pentru comunele alăturate a fost  mutarea aici a Școlii Normale din București.
Concepția retrogradă cum că  fetele nu trebuie să  urmeze școala a început a fi înlocuită abia în anul 1898. Pe de altă parte, exista un blocaj economic pentru  țărani. Produsele industriale care le-ar fi putut înlesni munca erau inaccesibile pentru ei ca urmare a costului ridicat ce nu putea fi acoperit cu sumele ridicole obținute pe produsele agricole. Unii părinți  nu-și lăsau copiii la școală pentru a-i putea folosi la muncă în timp ce nici primarii nu puneau în practică amenzile pentru nerespectarea legii.
După primul război mondial, viața economică a satului s-a îmbunătățit, ca urmare a acestui fapt și școlile comunale au fost tratate cu mai mult interes.
În perioada interbelică, nivelul de școlarizare în școlile din Chilii, Cocenești, Mățău și Suslănești a crescut atât de mult încât doar copiii inapți nu frecventau școala.
Alt pas important l-a constituit politica de după 1945 care a impus  alfabetizarea inclusiv pentru oamenii maturi care din diverse motive nu urmaseră nici măcar școala primară . 

## Individualități ale satelor componente (alfabetic)

### Chilii
Satul Chilii se află la o altitudine de 700 m, înregistrându-se diferențe  climatologice față de alte sate aparținătoare comunei datorate  varietății de înălțime. 
Întrucât în sat există încă o fântână sub numele de Fântâna călugărească, se presupune că în trecut, aici existau  chilii călugărești (camere mici de locuit în care trăiau călugării sau călugărițele) de unde numele satului.
În ceea ce privește atestarea documentară, ea provine dintr-un  zapis datat 1708 cu privire la moșiile Bucium și Chilia.
Din documente de vânzare-cumpărare ulterioare, se poate urmări păstrarea denumirii satului.  În 1748, Neagoe Câinescu din Câmpulung îi vinde lui Gh. Buică, câmpulungean de asemenea, o livadă de fân la Curmătura Chiliilor, iar peste 46 de ani, Savu Buică din Câmpulung îi vinde nepotului său Ion o livadă de fîn în satul Chiliile.
Despre construcțiile de biserici avem mărturii târzii, de secol XIX și anume din  anul 1864  când se construiește o biserică nouă  cu hramul  Schimbarea la față. Se cunosc și pictorii care au înfrumusețat lăcașul de cult, biserica fiind zugrăvită de Petre Cazan și Iancu Bălăceanu din Câmpulung.
În ceea ce privește educația, după terminarea primului război mondial, se pune problema înființării unei a treia școli, în satul Chilii, deoarece o parte din copiii destul de numeroși ai satului mergeau la școala din Țățău, alții la școlile din Câmpulung sau Groșani.
Inițiatorul și susținătorul înființării acestei școli a fost preotul învățător Ion Mărcușanu, originar din Chilii, dar care profesa în satul Balabani din comuna Boteni. În anul 1924 primăria Mățău pune la dispoziție pentru construcția localului de școală din Chilii suma de 14 668 lei precum și suma donată de particulari.  A fost inaugurată în noiembrie 1926. După 1930, această școală fiind construită pe un teren care aparținea Câmpulungului, este trecută în jurisdicția primăriei respective.
În satul Chilii s-a organizat o perioadă, un bâlci asemănător celui din Mățău, anual la 6 august  .

### Cocenești
Prima denumire a acestui sat a fost Dănești, aflat în jos de Suslănești, iar întâia atestare documentară se referă la o moștenire pe care Stanca și Danciu au primit-o de la un Lepădat și care cuprindea și trei locuri în Dănești. Anul mențiunii este 1600.
Ulterior, Moșierii Rucăreni și Dragosloveni au fost preferați de către locuitorii din Cocenești pentru vânzările de locuri, suprafața satului mărindu-se.
Fiind sate de moșneni, în Cocenești, ca și în Mățău ori Suslănești fiecare familie sau neam păstra cu sfințenie actele din generație în generație și se străduia să aibă urmași știutori de carte. Ca urmare a acestui fapt, în a doua jumătate a secolului al XVII-lea, se înmulțesc logofeții și pârcălabii satului, ocupați cu scrierea de zapise, sau cu semnarea ca martori în diferite acte.
Pentru a se pune capăt situației deplorabile în care școala  funcționase inițial într-o odăiță de la saivanul de vite al lui Tică Ștefănescu din Jugur, apoi în case cu chirie, odată cu școala din Chilii a luat ființă și cea din Cocenești (1926), populația școlară care avea nevoie de ajutor fiind de 40 de copii. Tot aici frecventau și elevi din cătunul Călulești.
O figură aparte a fost învățătorul Ion N. Șucu, primul titular al școlii sus amintite care, urmând cursurile de lucru manual la Deva, a înființat la Mățău, Poenari, Suslănești precum și în alte comune, ateliere de lucru manual pe lângă școlile respective.
El a condus școala până în anul 1931, apoi până în 1945 învățătorul Ion G. Bîlea. Ca urmare a cutremurului din 10 noiembrie 1940, școala a necesitat reparații.
După 1945, în perioada alfabetizării persoanelor adulte, la școala din Cocenești s-a instituit școlarizarea doar pentru femei, bărbații știind carte cu toții .

### Mățău

#### Așezare, etimologie, climă
La 4 km sud-est de Câmpulung, așezat la poalele dealului Chiciora,  la o altitudine  de 1058 m se află satul de reședință al comunei Mioarele, Mățău.  Patru din cele cinci sate componente, Chilii, Cocenești, Mățău și Suslănești sunt împreună din 1956, în 1967 mai fiind adăugat satul Aluniș.
Etimologic, Mățău derivă din cuvântul aromân Mețova, care înseamnă Satul ursului . 
Datorită înălțimii ridicate la care se află, la Mățău  brumele de toamnă încep timpuriu și se prelungesc până la sfârșitul lunii aprilie, iarna vine devreme ca la munte, iar  crivățul se simte cu putere, în timp ce  la Suslănești, de exemplu, este aproape absent . 

#### Atestare documentară
Atestarea documentară a Mățăului este scrisoarea în limba slavonă adresată de domnitorul Țării Românești, Mircea Ciobanul la 14 noiembrie 1558-1559  judelui (n.a. demnitar cu atribuții judecătorești și administrative) Hans Benkner și celor 12 pârgari ( n.a. membrii în sfatul administrativ) din Brașov. Domnitorul dorea restabilirea dreptății pentru un supus al său, Dumitru din Mățău, care fusese închis și căruia i se furaseră, din ordinul judelui, cele 400 de oi și 44 de florini la întoarcerea sa către casă .

#### Procesul constitutiv al satului
Mățăul, devenit ulterior de Jos și de Sus, a făcut parte inițial din satul Suslănești. De aici au roit 30 de familii, 20 în Mățăul de Jos și 10 în Mățăul de Sus,  înainte de domnia lui Vlad Țepeș. Denumirea Mățăul de Jos nu se referă la așezarea satului la o altitudine mai mică, ci la faptul că locuitorii acestui sat, proveneau dintr-o altă așezare.
Vechea denumire a locului în care se afla vatra satului Mățăul de Jos este Căminuri,  pe dealul Mățăului, foarte aproape, la doar 1 km și ceva de satul Suslănești. Aici, noii veniți și-au ridicat pe lângă locuințe și o bisericuță, în locul ei existând acum o cruce de piatră.
Al doilea grup așezat în Mățăul de Sus, aflat  la extremitatea Mățăului actual,  a avut și el bisericuță, altarul fiind semnalat de asemenea de o cruce în apropiere de  Fântâna Rece.
Încă de la primii domnitori, locuitorii satului Mățăul de Jos au fost  scutiți de orice dări către domnie în schimbul întreținerii săracilor din Câmpulung, motiv pentru care s-a mai numit și Mățăul de Milă. Privilegiul acesta a durat până în anul 1761 iar din iunie 1639 avem și un hrisov al  lui Matei Basarab care specifică această stare de fapt. În timp, cuvântul sărac a fost înlocuit cu termenul de mișel sau  gubav ceea ce însemnă lepros. Acești bolnavi adunați la Câmpulung erau păziți și întreținuți de mățăuani, ducându-și existența separat de restul lumii. Dețineau în zona care le fusese pusă la dispoziție o moară și o biserică. Tot acolo se găseau infirmi de război, informații pe care le avem din hrisoavele semnate de Radu Leon, Grigore Ghica, Duca Voevod. Zona din Câmpulung unde se aflau locuințele lor a fost așa-numitul Câmpul mișeilor, în partea de miazăzi, în apropiere de râul Târgului și de actuala gară. În timp, orășenii s-au extins și au ocupat această zonă unde nu se mai aflau cazuri  care necesitau îngrijire specială, iar domnitorii  au început să-i supună și pe sătenii din Mățăul de Jos la plata dărilor.
Până la începutul sec. al-XIX-lea,  mățăuanii au cumpărat cu sume mari de bani moșii de la locuitorii din Suslănești, în special în zona numită funia Stroiasca  .  

#### Demografia
Pentru a se putea stabili impozitul datorat de fiecare familie, Pavel Kiseleff a cerut efectuarea unui recensământ în anul 1831, când  satul Mățău avea 140 de familii.
S-a mai făcut o catagrafie în anul 1838 în urma căreia s-au numărat 880 de locuitori.
În anul 1906, satul Mățău cu cătunele Suslănești, Cocenești și Chilii avea 1900 locuitori, în anul 1912, 1982 locuitori, iar în anul 1922, 2533 locuitori.
După 1944 mulți tineri au ales să-și continue viața fie la Câmpulung, fie în orașe mai îndepărtate dar care ofereau posibilități multiple de afirmare. În alte nenumărate cazuri s-a plecat prin căsătorie.

#### Școala
În ceea ce privește știința de carte, atât la Mățău cât și în satele componente se constată că, încă din prima jumătate a secolului al XVII-lea existau mulți boieri hotarnici necesari la stabilirea hotarelor, care, pe lângă aritmetică și geometrie, trebuiau să citească toate zapisele și cărțile prezentate de părți. Familiile mai avute dețineau acte de la mai multe generații, existența măcar a unui știutor de carte în sânul lor era esențială.
Tradițional, primii care au răspândit învățătura au fost  preoții și diaconii de la cele trei biserici ale satului.  Primul dascăl bisericesc din Mățău a fost consemnat documentar la 28 aprilie 1807 și se numea Nicolae.
Cei mai mulți dintre știutorii de carte din Mățău și Suslănești mergeau la școala publică din Câmpulung, deschisă pentru toți, indiferent de starea materială.
Școala din Mățău  a fost terminată în anul 1842, sfaturile sătești s-au ocupat de dotarea cu mobilier și întreținerea școlii, în timp ce  încălzirea cu lemne cădea în sarcina părinților. Era așezată pe locul unde se găsește acum biserica de la Șipote și era denumită de săteni școala împărătească.
După înfrângerea Revoluției de la 1848 și restricțiile salariale împotriva învățătorilor, învățătorul care activa la Mățău,  Ion Mușetescu s-a înscris la  seminarul Mitropoliei, devenind ulterior preot la biserica satului, în anul 1850.
Anuarul general al Instrucțiunii publice pe anul școlar 1864-1865, consemnează că în comuna Mățău se află o populație de 195 de familii,  școala având 2 clase: clasa I cu 45 de școlari și clasa a-II-a cu 21 de școlari.
La 22 noiembrie 1867 și-a început activitatea o școală normală la București, mutată ulterior la Câmpulung unde s-au format numeroase generații de învățători.
Recensământul din anul 1899 a scos la iveală că în Mățău se găseau 150 de băieți și 34 de fete care știau carte, iar dintre adulți 204 bărbați și 9 femei. Populația adultă analfabetă  cuprindea 273 de bărbați și  495  de femei.
Doi învățători au contribuit foarte mult la ridicarea calității școlii din Mățău. Ion Vișoianu, foarte sever, cu o putere de muncă deosebită putând instrui singur 5 clase, a avut rezultate deosebite, școala din Mățău fiind prima din județ în timpul activității sale și mulți dintre elevii săi au ajuns intelectuali. În anul 1930, toți foștii săi elevi, indiferent unde se stabiliseră, s-au adunat în comuna natală, pentru a-l sărbători la împlinirea vârstei de 75 de ani.
Începând cu anul 1911, a fost numit învățătorul Ion G. Nicolaescu. Acesta a contribuit la ridicarea nivelului școlar, mai ales că după primul război mondial tot mai mulți absolvenți au plecat la școli superioare.
A avut un rol important la înființarea căminului cultural unde a  organizat manifestări  populare inclusiv piese de teatru și la ridicarea monumentul eroilor satului pentru independența țării.
I.G. Nicolaescu a fost  președinte al Asociației Învățătorilor Musceleni, a editat și condus revista Muscelul nostru, cu colaborarea tuturor învățătorilor din județ. Între 1924 și 1928 a fost revizor al județului, după care inspector în județele Ciuc și Trei Scaune, între 1930 și 1938 a fost inspector general al școlilor din regiunea Oltenia după care inspector general școlar  până în 1945, anul retragerii la pensie. Autor: Biografiile învățătorilor din Muscel, morți în războiul pentru întregirea neamului 1916-1918 (1929).  
Politica României a cerut după cel de-al doilea război mondial  alfabetizarea întregii populații. Ca urmare, Mățăul avea în anul 1950 opt  centre de alfabetizare, dintre care cinci erau în casele învățătorilor, iar trei la case particulare. În 1964, la Mățău mai existau doar 8 neștiutori de carte .

#### Biserica
Cea mai veche atestare privind existența unei biserici în Mățău este Hotarnica celor 24 de boieri din 25 iunie  1671, unde se arată că hotarul Mățăului de Sus, dinspre hotarul orășenilor câmpulungeni, merge în capul măgurelii până în gura văii lui Bude, înaintea bisericii.
Despre slujitorii bisericii ne-au parvenit rare informații: dintr-un zapis din 5 martie 1670 al lui Oprea, feciorul lui Neguț din Suslănești, către Stanciu, Neagoe și Ene, feciorii lui Lupu din Mățău, printre alți martori figura și popa Nedelco din Mățău, de unde se înțelege că existența bisericilor era o realitate de mult timp; din  Obșteasca catagrafie realizată la 1853 referitoare la Mățău și Suslănești unde îi găsim pe popa Ion, fiul popei Mușat și pe popa Gheorghe, fiul popei Nițicu ca preoți la Mățău. 
Cu toate că Inventarul (n.a. Catagrafia) din 1810 preciza că în Mățău, biserica cea veche construită din lemn, are șase rânduri de veșminte bune, iar cărțile depline, fără ceva lipsă, ca urmare a creșterii constante a  populației satului, biserica cu hramul Sf. Apostoli Petru și Pavel din Mățău, construită în anul  1763 devenise neîncăpătoare. Acest lăcaș de cult este acum monument istoric cu codul AG-II-m-B-13733.
Lângă aceasta a fost ridicată una nouă între 5 iulie 1880 și 8 ianuarie 1883. Ea a necesitat o renovare în anul 1936  și a fost repictată în anul 1973 de Pantelimon Fleșaru.
Pentru locuitorii din partea de miazăzi a Mățăului ca și pentru cei ai satului Cocenești, după 1860 locuitorii s-au hotărât  să mai construiască încă o biserică în locul numit la Șipoate. Ea a primit hramul Adormirea Maicii Domnului și până în anul 1872 atât construcția cât și zugrăvirea erau gata. Tot din același an, cu acceptul Prefecturii de Muscel, din dorința de a  aduce un venit bisericii, enoriașii au organizat până în preajma primului război mondial un bâlci anual în ziua de hramul bisericii, 15 august .

### Suslănești

#### Atestare documentară
Pentru prima oară, denumirea satului apare într-un Hrisov domnesc în anul 1656 la 13 decembrie.  Domnitorul Constantin Șerban recunoaște  proprietatea lui Lunea și a unchiului său Radu, care erau nepoții unui Oprea din Suslănești.
În perioadele următoare, denumirea satului mai apare și în alte înscrisuri, de exemplu, la 15 mai  1667, popa Ion din Suslănești, împreună cu frații săi, Voico și  Șerban  își înzestrează  sora, Floarea cu o livadă la piscul Nucului .

#### Școala
Inițial, prin secolul XVII, cei mai mulți știutori de carte din actuala comună erau din Suslănești, datorită faptului că în sat se aflau  mulți roșii, adică acei călăreți domnești, pregătiți în permanență să fie lângă domn la nevoie, dar și slujitori domnești care strângeau birul, considerați fruntașii satului. La vremea respectivă, primele noțiuni de citit și de scris se primeau în familie și la preoții satului, ulterior în Câmpulungul din imediata apropiere sau la Brașov. Pentru că și Suslăneștiul, la fel ca Mățăul și Coceneștiul erau sate de moșneni, aici cunoașterea citirii documentelor era nu doar o mândrie ci și o necesitate.
Secolul al XVIII-lea aduce un progres în ceea ce privește numărul știutorilor de carte atât în Mățău cât și în Suslănești.
La sfârșitul secolului al-XIX-lea, pentru că numărul copiilor de vârstă școlară depășea 50, se fac demersuri pentru construcția unei școli, care va fi inaugurată la 21 dec 1908. Până atunci, elevii și-au desfășurat activitatea în casele unui proprietar, Iancu Simionescu-Măndău, care s-a oferit să ajute astfel procesul de învățământ. Înființarea școlii a dat roade, în anul 1910 doar 10% din copiii Suslăneștiului nu frecventau.
Numele învățătorilor care au condus școala din Suslănești în primii ani sunt: Gheorghe Ionescu (1914-1921),  Ion I. Grecu (1922-1936),  Ion I. Popescu anii următori.
Schimbările de regim politic de după al doilea război mondial, au făcut ca, în anul 1964 în Suslănești să mai fie doar 8 neștiutori de carte, în general bolnavi și bătrâni  .

#### Biserica
Se cunoaște din Catagrafia de la 1810 că Suslăneștiul avea o biserică din lemn care dispunea de  Un rând de veșminte bun, iar cărțile pe deplin și fără lipsă.
Un alt lăcaș de cult a apărut în cea de-a doua jumătate a secolului al-XIX-lea, deoarece biserica fiind de lemn, veche și mică, s-a făcut din nou de dumnealui Ioan Simion Jumărăscu, postelnic, boier de neam din Suslănești și de soția sa Ana, cu toată cheltuiala dumnealor, târnosindu-se la 6 decembrie 1848, iar zugrăveala s-a terminat la 20 iulie 1859.
Catagrafia din 1853, îl amintește pe popa Nicolae Ion Negurescu, ca fiind preot la Suslănești.
Biserica din Suslănești a cunoscut două reparații importante, în anii 1911-1912 și după cutremurul din anul 1940. A urmat o restaurare  din temelie între anii 1945-1955, apoi zugrăvirea executată de Pantilimon Fleșaru, originar din Suslănești .

## Universul cotidian

### Datini, obiceiuri
Locuitorii comunei Mioarele au respectat cu strictețe o lungă perioadă de timp obiceiurile care au însoțit cele trei momente cheie ale întregii existențe: nașterea, nunta și înmormântarea. În ultimii zeci de ani, acestea au dispărut aproape în totalitate.
La naștere, moașa (femeia care ajuta mama să aducă copilul pe lume) după ce îl spăla, îl supunea unui ritual menit să-i confere nou-născutului energie și sănătate: îl trecea pe deasupra plitei încinse și îl ungea cu untură de urs.
După trei zile de la naștere, i se așezau pe cap ursitoarele care constau în: bani, vin, pâine, apă și o carte, existând credința că obiectul atins îi va determina prioritățile în viață. 
Datorită obligațiilor legate de muncile agricole, nunta se organiza de obicei toamna, sau iarna. Cel mai adesea femeile se căsătoreau la 20 de ani iar bărbații la 23, după ce își terminau stagiul militar, atunci obligatoriu. Excepția o constituia situația în care  băiatul rămânea în casa părinților pentru că era cel mai mic dintre frați sau singur la părinți, caz în care contracta  căsătoria înainte de armată pentru ca pe timpul plecării sale părinții să aibă un ajutor în gospodărie. Dacă băiatul nu era singur la părinți, băiatul din Mățău nu se căsătorea înainte de a-și construi casă.
Celibatul nu exista dacă  tinerii erau sănătoși, iar căsătoria peste vârsta de 30 de ani era rară. Cazurile de divorț au fost aproape inexistente. Tinerii și familiile lor căutau să se înrudească cu persoane care să aibă un trecut cinstit și demn.
În sâmbăta nunții, porțile și stâlpii caselor personajelor principale, ginerele, mireasa, nașii și rudele mai apropiate, se împodobeau cu brad.
Pe parcursul zilei de sâmbătă mirii nu aveau voie să se vadă, iar seara organizau  petreceri care se cheamă brad la mireasă și fedeleș la ginere. Ginerele mergea pe la  nași, cu scopul de a le duce plocoane, adică daruri.
Duminica, în jurul prânzului, tânăra era îmbrăcată și împodobită mireasă de către un grup format dintr-o femeie tânără și câteva fete.
Ginerele mergea la nași, apoi se îndrepta către mireasă. În acest timp avea loc un alt obicei care se numește mersul cu vadra la apă. Un băiat și o fată dintre prietenii mirilor mergeau către o fântână din partea de răsărit a casei.
Recipientul era  umplut de 2 ori cu apă și tot de atâtea ori era răsturnat cu piciorul drept de către mireasă. Cel de al  treilea era  dus acasă și pe drum se făceau 3 hore în jurul lui.  Cu această apă  erau udați însoțitorii ginerelui când el venea să ia mireasa de la părinți. Bucuria întemeierii unei noi familii făcea ca la toate popasurile musafirii să fie serviți cu dulciuri și băutură iar atmosfera să fie una de veselie.
Când alaiul sosea la casa miresei, aceasta  se uita pe fereastră prin inelul de logodnă și credința populară era că dacă îl vede doar pe ginere, la anul va face un copil frumos. Un prieten apropiat al ginerelui, numit frate de ginere ieșea afară cu mireasa de mână și o preda lui.
Când mireasa părăsea casa părintească și însoțită de viitorul soț ieșea pe poartă,  nașa, numită și nună îi rupea deasupra capului, pe un pahar cu vin, o turtă dulce.
Masa pentru invitați avea loc la casa socrilor mari, unde mireasa renunța la voalul specific în locul unei broboade folosite de  femeile căsătorite. După ospăț, tinerii primeau daruri de la invitați constând în bani sau cadouri. Apropiații care nu au putut fi prezenți la nuntă erau invitați luni seara la socrii mici.
Când un locuitor al comunei deceda, trei persoane de același sex veneau să spele mortul, să-i taie unghiile de la mâini și de la picioare și să i le pună sub pernă. Tot sub pernă  i se așezau un pieptăn, un săpun, ac și ață. În sicriu, mortul era așezat cu capul spre vest și supravegheat atât ziua cât și noaptea în semn de respect din partea semenilor.
În drum spre cimitir, se făceau opriri la intersecții. În biserică, cei prezenți îi dădeau mortului sărutarea cea din urmă , iar după ce a fost depus în groapă, exista obiceiul ca apropiații să arunce câteva monede și o mână de pământ peste sicriu. Întotdeauna, după înmormântare urma pomana, adică o masă organizată de familie în amintirea decedatului.  Alte pomeniri mai au loc la trei și nouă zile, la trei, șase și nouă săptămâni, ca și la un an, trei ani și șapte ani. În calendarul ortodox  există și pomeniri generale ale zilelor morților în care toți cei care au decedați în familie oferă de pomană.
Unele pomeni implică oferirea de  haine care au aparținut decedatului.
Alte obiceiuri au legătură cu sărbătorile de iarnă când copiii și tinerii merg cu Plugușorul sau cu Capra, urând sănătate și prosperitate, iar cei mai mici de până la 8 ani, cu Sorcova  .

### Locuințe
Locuitorii comunei Mioarele și-au adaptat gospodăriile la necesitățile cotidiene în funcție de capacitatea financiară a fiecărei familii și de caracteristicile epocii.
În anul 1972, existau 588 de case de bârne, 171 de case de cărămidă, 677 de pivnițe, 15 grajduri de cărămidă, 109 grajduri de lemn.
Casele din lemn erau alcătuite din două încăperi dintre care cea mai mică era folosită pentru locuit și gătit (aici exista o sobă cu plită) iar cea mai mare adăpostea  lucrurile de valoare și îmbrăcămintea, în ea fiind primiți musafirii. Camera de locuit avea pe jos pământ galben amestecat cu balegă. Fumul de la sobă ieșea direct în pod unde se aflau depozitate cerealele pe timpul iernii. În această cameră se aflau un pat sau două, acoperite cu pături, un dulap-masă în care se păstrau hrana și vasele de bucătărie. Aici se mai afla războiul de țesut care se folosea pe timpul iernii când gospodina avea mai mult timp liber.
Camera  mare dispunea de  dușumea de scânduri de brad iar mobilierul se compunea din două  paturi din fier sau lemn, o masă și scaune. Albiturile se aflau în lada de zestre. Paturile erau acoperite cu pături, plocade și mai des cu macaturi de lână lucrate la război.
La răsărit se găsea icoana încadrată cu un șervet mare și frumos lucrat, iar pe masă, într-un borcan gospodinele păstrau un buchet de busuioc uscat. Oglinda  aflată  între ferestrele de la sud era și ea încadrată cu un șervet mare. De altfel, șervetele, covorașele, preșurile lucrate toate în casă, împodobeau orice loc rămas liber. Aceste obiceiuri au început să dispară treptat după al doilea război mondial.
Animalele se adăposteau în spatele casei în coșare de gard lipite cu pământ sau balegă și acoperite cu trestie sau cu coceni de porumb. Acoperișul,  în patru ape era din  șiță. În curte se mai afla o căsoiță, cu o singură cameră și pod unde se retrăgeau părinții după ce își căsătoreau ultimul copil care rămânea în casa lor.
După al doilea război mondial, casele au început a fi construite din cărămidă cu trei până la șase camere, bucătăria și magazia fiind separate. Pentru acoperiș s-au folosit  țigla sau tabla de fier.
S-a introdus apa curentă atât în curte cât și în  casă. Podul nu a mai fost utilizat ca hambar sau magazie, existând pentru aceste necesități o zonă specială la subsol. Locuința era așezată către drum, cu fața spre sud pentru mai multă lumină, între ea și șosea aflându-se o grădiniță cu flori.
Grajdurile pentru vite și cai, așezate în spatele sau în lateralul curții, aveau două  încăperi între care se găsea un spațiu liber pentru căruță și plug. Cea mai mică încăpere era folosită ca și bucătărie pe timp de vară, iar iarna ca magazie. Partea de deasupra era utilizată ca fânar. Tot în spatele curții, se găsea cotețul pentru porci și păsări .

### Îmbrăcăminte
Bărbații au purtat de-a lungul timpului pantaloni strânși pe picior, numiți cioareci, confecționați din dimie albă (țesătură groasă de  lână) și cămașă cu mâneci largi din bumbac, in sau cânepă. La mijloc aveau un chimir de piele în care se găseau amnar, cremene și iască pentru aprinsul focului, un portofel mic pentru bani, un cuțit și un șervet din pânză, mai mare un pic decât o batistă. Femeile purtau ie și fotă, lucrate de ele în casă pe care le foloseau nu doar la sărbători, ci și în gospodărie sau la păscutul vitelor, doar că acest costum de purtare era mai simplu. După ce se căsătoreau, își acopereau capul cu  maramă, adică un voal fin și lung. 
Fetele și femeile tinere purtau părul împletit în două cozi pe spate, iar cele bătrâne într-o singură coadă. În sezonul rece, foloseau broboada de lână.
Încălțămintea pentru toți era constituită din opinci de piele. Cămășile erau de purtare, de muncă și de sărbătoare.
Cele de sărbătoare, din pânză țesută în casă, se distingeau prin prezența unui model de un deget, cusut cu mătase albă pe guler. Aceste cămăși după un timp, deveneau de muncă. Bătrânii nu mai foloseau decât cămăși simple, albe.
Ciobanii, care călătoreau adesea peste munți au împrumutat  diverse caracteristici ale portului  din satele transilvănene.
Învățătorii se distingeau prin purtarea pantalonilor dintr-o stofă fină, albă, numită șai. Ei, preoții și funcționarii erau singurii care foloseau pălării de fetru.
În sezonul rece, bărbații foloseau căciuli negre de miel. Până după  primul război mondial, îmbrăcau iarna cojoace albe din piele de oaie, tivite în partea de jos și la mâneci cu blăniță de miel, peste care se cosea un rând de flori colorate.
Fiind realizate în casă, cu multă trudă, înainte vreme piesele de îmbrăcăminte erau considerate atât de importante încât se  treceau în foaia de zestre. O caracteristică a gospodinelor din Mățău era că ele lucrau doar pentru casă, nu pentru vânzare .  

## Personalități (alfabetic)
- Virgil Bălăceanu

Într-o comună în care dragostea de carte a fost apreciată încă din secolul al XVII-lea și care a beneficiat de aportul unor cadre didactice de elită, s-au format numeroși specialiști care au contribuit la evoluția societății românești.
-Petre Coman originar din satul Chilii a urmat  școala elementară la Mățău, liceele Dinicu Golescu din Câmpulung și Andrei Șaguna din Sibiu, Facultatea de filologie din Cluj, ulterior doctorat cu Magna cum laude. A activat ca profesor și director la Mediaș, Cluj și Turda.
Autor: Glosar dialectal (1939), Monografia graiului comunei Mățău  (1937) ca și articole de specialitate în revistele Facla,  Muscelul nostru  și Turda nouă.
-Gheorghe I. Matei, originar din Mățău, a urmat liceul la Pitești și Facultatea de Medicină la București, ulterior doctor în medicină. Deopotrivă medic, donator comunitar (instrumentarul necesar unui cabinet medical pentru  dispensarul din comună), cercetător în domeniul longevității și animator  cultural. A  organizat Asociația pentru ridicarea satului Mățău și a fost președinte de onoare al asociației culturale Fiii Mățăului.
Autor: Arachnoiditele spinale adezive (1936).
-Dimitrie Mățăuanu, sculptor, născut în 1888 la Mățău, a urmat clasele primare și liceul Dinicu Golescu la Câmpulung unde a studiat desenul cu pictorul Gheorghe Mirea, iar la Facultatea de  Belle-Arte cu sculptorul Dimitrie Paciurea (1909). Și-a desăvârșit pregătirea la Paris, avându-i ca  profesori pe Bourdelle și du Bois. Reîntors în țară, a lucrat în atelierul propriu de pe  Calea Griviței și a predat la Facultatea de  Arte Frumoase din Capitală. Opere: Silișteanca, Aurel Vlaicu, Generalul Măldărescu, Soldatul în atac cu grenade, Soră de caritate, Ecaterina Teodoroiu, Dorobanțul român la Pravăț. Monumente ale eroilor: Mățău (gratuit), Jugur, Rucăr, Mangalia. Și-a adus  aportul la crearea Arcului de Triumf din București sub conducerea sculptorului Dimitrie Paciurea. A murit în anul 1929.
-Alexandru Mușatescu, născut la Mățău în 1869 a fost fiul  primului învățător, Ion Mușat. A absolvit  Seminarul Central din București și facultățile de litere și drept.  Alexandru Mușatescu, ca președinte al studenților de la Facultatea de litere, a îndemnat studențimea din capitală să se solidarizeze cu cei 300 de memorandiști ardeleni în timpul  procesului Memorandumului din 1892 și a înființat secția Ligii culturale pentru unirea tuturor românilor. A fost condamnat la închisoare, eliberat ca urmare a intervenției lui B.P. Hasdeu care era decan al Facultății de litere și îl aprecia datorită meritelor excepționale la studii. Tot lui Hasdeu i se datorează schimbarea numelui din Mușetescu în Mușatescu.
Din 1896 a fost numit director la gimnaziul din Câmpulung, iar după 1902, decan al baroului de Muscel, ulterior consilier la Înalta Curte Superioară. Spiritul său gospodăresc a ieșit în evidență în perioada în care a fost primar al Câmpulungului 1905-1907 și 1910-1911, timp în care s-au făcut investiții atât în administrație (localul primăriei,  al Casei de cultură și Cazarma pompierilor), cât și în educație (două școli primare în comuna Bughea),  utilități (uzina electrică, canalizarea orașului, bulevardul din centru)  și artă (statuia lui Negru-vodă).
Ca om politic, Alexandru Mușatescu a fost deputat în mai multe legislaturi. Autor: Despre vânzare în dreptul roman și dreptul românesc. A murit în anul 1946. A avut doi băieți, născuți amândoi la Câmpulung: Tudor Mușatescu, dramaturg și Mihai Mușatescu, jurist, cu un  doctorat în drept. Coline sub stele-culegere literară a membrilor cenaclului literar Tudor Mușatescu din comuna Mioarele. Pitești, 1977. În comuna Mioarele a activat un cenaclu literar care a purtat numele scriitorului Tudor Mușatescu. 40 de membrii, cu vârste și profesiuni diferite, au organizat manifestări literar-artistice, au cultivat întâlniri cu alte cenacluri literare din țară, nutrind dorința de educare și de  prețuire a marilor valori.
-Simion Mușetescu  născut în anul 1880, absolvent de liceu, seminar, Facultate de Teologie și Facultate de Drept a devenit  Judecător la Stâlpeni (1909), prim-procuror la Pitești, președinte și prim-președinte al Tribunalului Argeș și consilier la Curtea de Apel din București. Autor: Studiu istorico-literar asupra lui Solomon (1905); Libertatea persoanei de la cele mai vechi legiuiri–codul Hamurabi și până azi (1909). 
-Bucur Spirescu născut în anul 1856 elev eminent atât în școala elementară cât și la liceu a urmat  Facultatea de matematică, fiind autor de  manuale didactice de matematică și geometrie și  inspector general al învățământului primar (1904-1907). Ca politician, ajuns deputat (1912) a fost interesat de calitatea vieții țăranului român și de dezvoltarea învățământului, cultivând  relații de prietenie cu Spiru Haret și Tache Ionescu. 
-Gheorghe Spirescu (1862-1933), frate cu Ion și Bucur, de asemenea premiant, ulterior șef de promoție la artilerie (1883), a ajuns general de brigadă în 1915, apoi de divizie fiind decorat în primul război mondial.
-Ion Spirescu, născut în 1846 la Mățău, după ce a urmat școala primară în Câmpulung, iar liceul și Facultatea de Drept la București,  a susținut teza de doctorat în drept la Paris devenind în România procuror general. Autor: Istoria dreptului românesc. El a fost primul copil al satului care a urmat liceul și facultatea.
-Ion If. Vișoianu născut în anul 1876, devenit colonel, la 27 iulie 1916 a tăiat conducta de racordare și legăturile cu depozitul de pulbere și explozivi din Dudești împiedicând o acțiune de sabotaj. A murit carbonizat, împreună cu câțiva subalterni.  O stradă din cartierul Belu îi poartă numele. 
-Dan Simonescu născut în anul 1903 în Suslănești, după ce a urmat școala primară și liceul la Câmpulung și Pitești, a absolvit Facultatea de Litere și Filosofie din București în anul 1925, a obținut doctoratul în anul 1938, devenind doctor docent în științele filologice, dedicându-se bibliologiei și istoriei literaturii române vechi. Și-a început cariera ca profesor la Câmpulung între anii 1925 și 1927, apoi  la Seminarul pedagogic universitar Titu Maiorescu (director) și Facultatea de filologie București, unde a ajuns profesor universitar în anul 1943.
Pe parcursul vieții profesionale a mai fost bibliotecar la Academia Română și Director general în Ministerul Învățământului.
Autor: Viața literară și culturală a mînăstirii Câmpulung Muscel, în trecut, colaborator la Bibliografia românească veche.
A participat la congrese internaționale (Leningrad, Műnchen, Padova, Oxford, Salonic, Viena) și a fost  membru a numeroase asociații științifice.
-Ion I. Șucu născut la Mățău în anul 1902, a urmat școala primară în sat și Liceul Dinicu Golescu la Câmpulung. După ce a absolvit Facultatea de istorie și geografie din București a fost salariat al Direcției Generale a Arhivelor Statului între anii 1928 și 1962, unde a condus cercetarea și organizarea documentelor. Ulterior s-a remarcat ca referent științific la Institutul de Istorie. Rodul activității sale științifice s-a concretizat în apariția lucrărilor (colaborare): Căscioarele, Cernica, Mitropolia Țării Românești, Episcopia Argeș, Episcopia Râmnic, Găvanul, Înaltul Divan și mănăstirile Câmpulung, Văcărești, Valea, Vieroșul, Zamfira și Monografia liceului Dinicu Golescu din Câmpulung.
-Gheorghe și Petre Tomescu au activat în învățământ după ce au absolvit Academia pedagogică din București și Facultatea de Drept din Cluj. Autori: Monografia școlii noastre (1937), Din eroii culturii naționale (1938), Monografia liceului Gătaia (1970), Monografia comunei Gătaia (1972), Din folclorul bănățean (1972) și au publicat studii și cercetări în:  Drapelul roșu, Ecoul, Școala bănățeană, Vestul.
-Petre Vișoianu, a urmat liceul la Ploiești timp în care l-a avut ca profesor pe consăteanul său, Bucur Spirescu (v.), Facultatea de medicină din București absolvită în  1898, după care, ca bursier, a obținut specializare pentru balneologie la Viena și Paris.  Este membru fondator al Societății balneare Câmpulung-Muscel (1909), poziție din care așază Câmpulungul pe harta stațiunilor  climaterice. Petre Vișoianu s-a bucurat de numeroase succese profesionale devenind  medic șef al orașului București, director general al regiunii Pitești, director și secretar general al Ministerul Sănătății. Ca  profesor a predat  la Institutul surorilor de sănătate și ocrotire. Autor: Valoarea serului artificial în infecțiuni și toxemii . A fost combatant în primul război mondial.
-Gheorghe Vișoiu, fratele lui Petre Vișoianu, a terminat liceul din Câmpulung și  Facultatea de Litere din  București (1923). A predat limba română și a fost director la liceul Radu Greceanu din Slatina. În 1932 s-a transferat la liceul Matei Basarab din București, iar în 1938 a fost numit inspector școlar-șef al municipiului București, apoi al regiunilor Bucegi și Galați și director al învățământului profesional din Ministerul Instrucțiunii Publice.
Autor:  Doine, balade și poezii populare, Elemente de istoria limbii și literaturii române (1928).
Ca absolvent al cursurilor școlii militare de scurtă durată,  a participat în primul război mondial la luptele de la Oituz, Mărăști, la cele din Ardeal și a fost decorat .